# Paraphaenodiscus wundti
Paraphaenodiscus wundti är en stekelart som först beskrevs av Girault 1915.  Paraphaenodiscus wundti ingår i släktet Paraphaenodiscus och familjen sköldlussteklar. Inga underarter finns listade i Catalogue of Life.